# Black Falcon

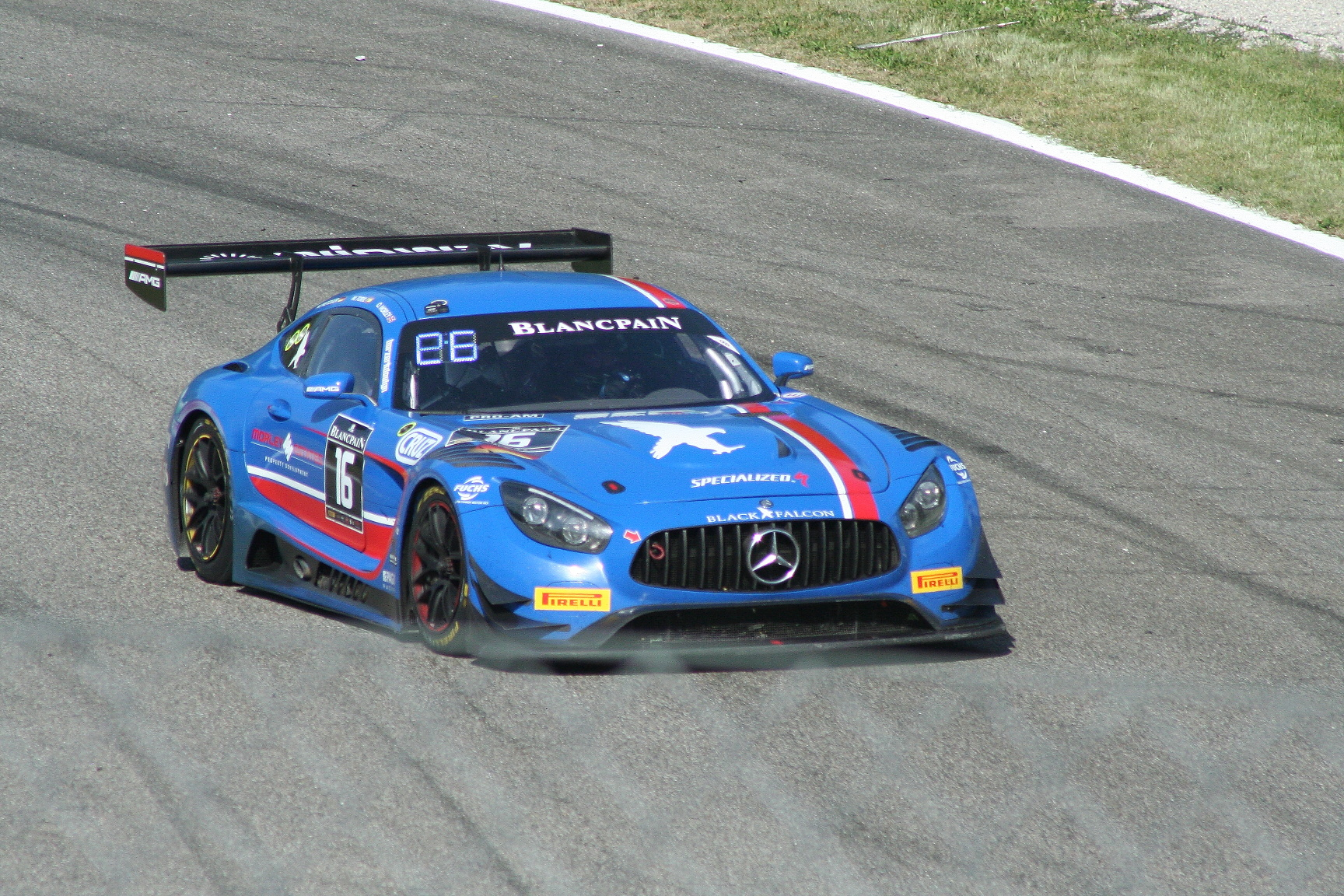
Black-Falcon-Mercedes-AMG GT3 2017 in Monza

Black Falcon ist ein deutsches Motorsport-Team mit Sitz in Meuspath.

## Geschichte
Die Black Falcon GmbH & Co. KG wurde 2006 gegründet und stieg in den Langstreckenmotorsport ein.

### VLN
Das Team startet seit der Gründung in der VLN Langstreckenmeisterschaft Nürburgring. Zu den größten Erfolgen in dieser Rennserie gehörten 2008 und 2009 der Gesamtsieg mit einem BMW 325i und 2011 mit einem BMW Z4.

### 24H Series
In der 24H Series geht das Team seit 2006 regelmäßig beim 24-Stunden-Rennen von Dubai an den Start und wurde viermal Gesamtsieger. 2012, 2013 und 2015 setzte das Team dabei einen Mercedes-Benz SLS AMG GT3 und beim Rennen 2018 einen Mercedes-AMG GT3 ein.
In dem 12-Stunden-Rennen von Abu Dhabi, einem Nicht-Meisterschaftsrennen, wurde das Team 2013 ebenfalls Gesamtsieger.

### Seat Leon Supercopa
Für eine Saison fuhr Black Falcon mit dem Piloten Thomas Marschall in der Seat-Markenmeisterschaft Seat Leon Supercopa. Dort gewann das Team mit ihm den Fahrertitel.

### 24-Stunden-Rennen auf dem Nürburgring
Seit 2010 tritt das Team regelmäßig beim 24-Stunden-Rennen auf dem Nürburgring an. Im ersten Jahr setzte es noch einen Audi R8 LMS ein. Danach stieg das Team, mit der Partnerschaft mit Mercedes-AMG von 2011 an beginnend, auf einen Mercedes-Benz SLS AMG GT3 um. 2013 gewannen Bernd Schneider, Jeroen Bleekemolen, Sean Edwards und Nicki Thiim das Rennen. 2016 wurde der Erfolg, diesmal mit einem Mercedes-AMG GT3 und dem Fahrern Bernd Schneider, Adam Christodoulou, Maro Engel und Manuel Metzger wiederholt.

### ADAC GT Masters
2011 setzte das Team zwei Mercedes-Benz SLS AMG GT3 eine Saison in der ADAC GT Masters ein. In der Teamwertung erreichte Black Falcon einen 11. Platz und mit Kenneth Heyer den 22. Platz in der Fahrerwertung.

### Blancpain GT Series
Seit 2013 startet Black Falcon in den Langstrecken- und Sprint-Meisterschaften der Blancpain GT Series bzw. der GT World Challenge Europe. Im Blancpain GT Series Endurance Cup erzielte das Team 2018 mit dem Gewinn der Teamwertung seine beste Platzierung in dieser Rennserie. Im Blancpain GT Series Sprint Cup errang Black Falcon 2019 den dritten Rang in der Teamwertung. Mit dem zweiten Rang in der Teamwertung erzielte das Team in der GT World Challenge Europe seine beste Platzierung in dieser Rennveranstaltung.

### Porsche Carrera Cup Deutschland
Das Rennteam startet seit 2017 im Porsche Carrera Cup Deutschland. Hier erreichte es 2017 mit dem achten Rang in der Teamwertung und mit dem fünften Rang durch Gabriele Piana in der Fahrerwertung sein bestes Cup-Saisonergebnis.